# 2 on 2 Open Ice Challenge
2 on 2 Open Ice Challenge est un jeu vidéo de hockey sur glace sorti en 1995 sur borne d'arcade, en 1996 sur PlayStation et sur Microsoft Windows. Le jeu a été édité par Midway Games.

## Accueil
- GamePro : 4,5/5 (PS)[1]